# Vicariato apostólico del Caroní
El vicariato apostólico del Caroní (en latín: Vicariatus Apostolicus Caronensis) es una circunscripción eclesiástica de la Iglesia católica en Venezuela. Se trata de un vicariato apostólico latino, inmediatamente sujeto a la Santa Sede (está agregado a la provincia eclesiástica de la arquidiócesis de Ciudad Bolívar). Desde el 27 de abril de 2021 su vicario apostólico es el obispo Gonzalo Alfredo Ontiveros Vivas.

## Territorio y organización
El vicariato apostólico tiene 80 000 km² y extiende su jurisdicción sobre los fieles católicos de rito latino residentes en parte del estado Bolívar, comprendiendo el municipio Gran Sabana, la parte sur del municipio Angostura y el extremo sur del Municipio Sucre.
La sede del vicariato apostólico se encuentra en la ciudad de Santa Elena de Uairén, en donde se halla la Catedral de Santa Elena.
En 2022 en el vicariato apostólico existían 6 parroquias.

## Historia
El vicariato apostólico fue erigido el 4 de marzo de 1922 mediante la bula Quoties Romani del papa Pío XI, obteniendo el territorio de la diócesis de Santo Tomás de Guayana hoy arquidiócesis de Ciudad Bolívar.

Sus límites serán: al norte: la vertiente del río Orinoco, desde el Puerto de San Félix hasta el territorio federal denominado Delta Amacuro, luego los mismos límites civiles de este territorio, que quedará contenido íntegramente en el propio vicariato apostólico; al este: los mismos límites que separan la República de Venezuela de la Guayana Británica; al sur: la República Brasileña hasta el nacimiento del río Paragua, al pie de las montañas conocidas comúnmente como Sierra Paracaima; al oeste: el río Paragua hasta su confluencia con el río Caroní y luego el propio río Caroní hasta el puerto San Félix.
Extracto traducido de los límites asignados por la bula Quoties Romani

El 30 de julio de 1954 cedió una porción de su territorio (el Territorio Federal Delta Amacuro) para la erección del vicariato apostólico de Tucupita mediante la bula Crescit in dies del papa Pío XII. Ese mismo día mediante decreto Post latum de la Congregación de Propaganda Fide intercambió territorio con la diócesis de Ciudad Bolívar, transfiriéndole las parroquias de Upata, San Félix, El Palmar, Guasipati, El Callao y Tumeremo, y recibiendo el territorio al oeste del río Paragua que se encuentra en la cuenca del río Caroní.

Por tanto, los límites del vicariato de Caroní serán los siguientes: al norte, una línea trazada desde el cerro Venamo, cerca de los 6° de latitud, sigue hacia el oeste las cadenas montañosas llamadas Serranías, las divisorias de aguas entre el río Cuyuni y el río Caroní, hasta la intersección de las mismas montañas con el propio río Caroní, incluyendo las regiones por donde discurren los ríos Carrao y Antavari, confluyendo por el lado derecho en el río Caroní; este luego fluye hacia las partes norte del curso, hasta su confluencia con el río Paragua y de allí hasta la desembocadura del río El Pao, que por el lado izquierdo desemboca en el río Caroní; al oeste la divisoria de aguas del río Caroni, y luego el propio río Caroni hasta Puerto San Félix.
Extracto traducido de los límites asignados por el decreto Post latum

El 25 de marzo de 1988 su límite norte formal quedó implícitamente modificado (al límite Sifontes-Gran Sabana) por el decreto Quo aptius de la Congregación para los Obispos que estableció la transferencia de todo el municipio Sifontes desde la arquidiócesis de Ciudad Bolívar a la diócesis de Ciudad Guayana.
El vicariato apostólico del Caroní fue guiado por un largo tiempo bajo la Orden de los Frailes Menores Capuchinos. Debido a la escasez de miembros misioneros de su misma orden, esta renunció al Ius Comissionis lo que motivo que el dicasterio misionero confiriese el 20 de julio del 2021, el Ius Comissionis a la diócesis de San Cristóbal de Venezuela con todos los derechos y obligaciones inherentes a este oficio.

## Estadísticas
Según el Anuario Pontificio 2023 el vicariato apostólico tenía a fines de 2022 un total de 59 100 fieles bautizados.
| Año                                                                             | Población            | Población | Población      | Sacerdotes | Sacerdotes    | Sacerdotes    | Bautizados por sacerdote | Diáconos permanentes | Religiosos | Religiosos | Parroquias |
| Año                                                                             | Bautizados católicos | Total     | % de católicos | Total      | Clero secular | Clero regular | Bautizados por sacerdote | Diáconos permanentes | Varones    | Mujeres    | Parroquias |
| ------------------------------------------------------------------------------- | -------------------- | --------- | -------------- | ---------- | ------------- | ------------- | ------------------------ | -------------------- | ---------- | ---------- | ---------- |
| 1950                                                                            | 82 897               | 86 554    | 95.8           | 19         | 3             | 16            | 4363                     |                      | 23         | 22         | 11         |
| 1966                                                                            | 12 364               | 12 958    | 95.4           | 13         | 1             | 12            | 951                      |                      | 14         | 12         | 5          |
| 1970                                                                            | 15 311               | 16 776    | 91.3           | 12         | 1             | 11            | 1275                     |                      | 15         | 12         |            |
| 1976                                                                            | 12 697               | 14 300    | 88.8           | 12         | 1             | 11            | 1058                     |                      | 15         | 17         | 5          |
| 1980                                                                            | 13 202               | 14 230    | 92.8           | 14         | 2             | 12            | 943                      |                      | 15         | 19         | 5          |
| 1990                                                                            | 21 858               | 27 128    | 80.6           | 8          | 1             | 7             | 2732                     |                      | 11         | 19         | 5          |
| 1999                                                                            | 34 000               | 45 000    | 75.6           | 10         | 1             | 9             | 3400                     |                      | 13         | 21         | 6          |
| 2000                                                                            | 35 000               | 46 000    | 76.1           | 12         | 1             | 11            | 2916                     |                      | 13         | 21         | 6          |
| 2001                                                                            | 36 000               | 48 100    | 74.8           | 10         | 1             | 9             | 3600                     |                      | 15         | 21         | 6          |
| 2002                                                                            | 37 100               | 49 000    | 75.7           | 9          | 1             | 8             | 4122                     |                      | 10         | 20         | 6          |
| 2003                                                                            | 37 800               | 50 000    | 75.6           | 9          | 1             | 8             | 4200                     |                      | 12         | 18         | 6          |
| 2004                                                                            | 38 100               | 50 500    | 75.4           | 9          | 1             | 8             | 4233                     |                      | 13         | 15         | 6          |
| 2010                                                                            | 41 550               | 56 000    | 74.2           | 8          | 2             | 6             | 5193                     |                      | 13         | 13         | 5          |
| 2014                                                                            | 57 000               | 90 000    | 63.3           | 7          | 1             | 6             | 8142                     |                      | 16         | 10         | 5          |
| 2017                                                                            | 59 375               | 93 685    | 63.4           | 4          | 1             | 3             | 14 843                   |                      | 4          | 5          | 6 3        |
| 2020                                                                            | 57 700               | 91 100    | 63.3           | 5          | 2             | 3             | 11 540                   |                      | 4          | 3          | 6          |
| 2022                                                                            | 59 100               | 93 340    | 63.3           | 8          | 5             | 3             | 7387                     |                      | 4          | 2          | 6          |
| Fuente: Catholic-Hierarchy, que a su vez toma los datos del Anuario Pontificio. |                      |           |                |            |               |               |                          |                      |            |            |            |

## Episcopologio
- Benvenuto Diego Alonso y Nistal, O.F.M.Cap. † (27 de noviembre de 1923-24 de marzo de 1938 renunció)
- Constantino Gómez Villa, O.F.M.Cap. † (14 de julio de 1938-11 de octubre de 1967 retirado)
- Mariano Gutiérrez Salazar, O.F.M.Cap. † (11 de marzo de 1968-28 de mayo de 1993 retirado)
- Santiago Pérez Sánchez, O.F.M.Cap.[7] † (28 de mayo de 1993-2 de julio de 1994 falleció)
- Jesús Alfonso Guerrero Contreras, O.F.M.Cap. (6 de diciembre de 1995-9 de abril de 2011 nombrado obispo de la Machiques)
  - Sede vacante (2011-2014)
- Felipe González González, O.F.M.Cap. (26 de mayo de 2014-27 de abril de 2021 retirado)
- Gonzalo Alfredo Ontiveros Vivas, desde el 27 de abril de 2021